# رود تاتا
رود تاتا (روسی: Татта) یک رودخانه در استان یاقوتستان کشور روسیه است.